# بين-لوكا موريتز
بين-لوكا موريتز (بالألمانية: Ben-Luca Moritz)‏ هو لاعب كرة قدم ألماني في مركز الدفاع، ولد في 12 أبريل 2000 في تسفيكاو في ألمانيا. لعب مع FC Rot-Weiß Erfurt ‏.

## وصلات خارجية
- بين-لوكا موريتز على موقع قاعدة بيانات كرة القدم.إي يو (الإنجليزية)
- بين-لوكا موريتز على موقع Soccerway.com (الإنجليزية)
- بين-لوكا موريتز على موقع عالم كرة القدم.نت (الإنجليزية)